# 2872 Gentelec
A 2872 Gentelec (ideiglenes jelöléssel 1981 RU) a Naprendszer kisbolygóövében található aszteroida. Oak Ridge Observatory fedezte fel 1981. szeptember 5-én.